# Skak fra A-Å
Skakemner og skakterminologi
Denne artikel anfører links til artikler og underafsnit af artikler, som vedrører emnet: Skak, herunder den særlige skakterminologi. Der findes en tilsvarende artikel om problemskakkens terminologi. 
Indsæt et link i den alfabetiske orden, hvis der findes en artikel, som der burde refereres til herfra, eller hvis der er et emne, som mangler.
Navne på skakspillere er ordnet efter efternavnet og indrykket lidt for at adskille dem fra de øvrige emner.
En del berømte partier findes gengivet under følgende link: 
Berømte skakpartier
Desuden finder der lister over
- Danmarksmestre
- Danske skakstormestre
- Skakverdensmestre
- Skakverdensmestre (kvinder)
- Betydende skakstormestre
- Skakåbninger

## 0-100
- 8-dronningeproblemet
- 50-træks regel

## A
- Adams, Michael
- Afbytning
- Afdækkerskak
- Afdækkertræk
- Algebraisk notation
- Aljechin, Alexander
- Aljechins forsvar
- Aljechins kanon
- Anand, Viswanathan
- Anderssen, Adolf
- Armageddon lynskak

## B
- Bardeleben, Curt von
- Batteri
- Benoni
- Bernstein, Ossip
- Betænkningstid
- Binding
- Birds åbning
- Blackburne, James H.
- Blindskak
- Bogoljubow, Ewfim
- Botvinnik, Michail
- Bonde
- Bondeforvandling
- Bondens kvadrat
- Bondestorm
- Brikker
- Bourdonnais, Louis de la
- Bryan, Thomas Jeffersen
- Burn, Amos
- Byrne, Donald
- Bytning

## C
- Campomanes, Florencio
- Capablanca, José Raúl
- Caro-kann
- Centrum
- Centrumsbonde
- Computerskak

## D
- Dobbeltskak
- Dame
- Danmarksmestre i skak
- Dansk gambit
- Dansk skak
- Dansk Skak Union
- Dansk Skak Unions hjemmeside
- Danske stormestre
- Deschapelles, Alexandre
- Deep Blue
- Deep Junior
- Deep Thought
- Deklarere mat
- Dobbeltskak
- Dobbeltskridt
- Dronning
- Dronningebondespil
- Dronningefløj
- Dronninggambit
- DSU
- DSU – Dansk Skak Unions hjemmeside
- Dækning
- Dårlig løber

## E
- Encyclopaedia of Chess Openings – ECO
- ELO-rating
- Enevoldsen, Harald
- Enevoldsen, Jens
- En passant
- Engelsk åbning
- Engelsk notation
- Epaulet-mat
- Estrin, Jakow
- Euwe, Max
- Evig skak
- Eviggrønne parti

## F
- Familieskak
- Fianchetto
- FIDE
- FIDE – Det internationale skakforbunds hjemmeside
- Fine, Reuben
- Fischer, Bobby
- Fischer-skak
- Flohr, Salo
- forbundne fribønder
- Forgave
- Fjern fribonde
- Fjernopposition
- Fløje
- Fløjspil
- Fransk åbning
- fribonde
- Fritz6
- Froms gambit
- Fælde

## G
- Gaffel
- Gambit
- Gelfand, Boris
- Geller, Evfim
- give skak
- GM
- Greco, Gioachino
- Grischuk, Alexander

## H
- Halvåbne spil
- Halvtræk
- Hest
- Historie
- Hollandsk
- Hvid
- Hübner, Robert
- Hænge
- Hængeparti
- Hævnskak

## I
- IM
- Indisk
- Instruktionsspil
- Internet-skak
- Interzoneturnering
- Isoleret bonde
- Isolani
- Italiensk
- Ivanchuk, Vassily

## J
- Janowski, David

## K
- Kandidatturnering
- Karpov, Anatoly
- Kasparov, Garry
- Kasparovs kombinationsparti
- Keres, Paul
- Kieseritzky, Lionel
- Kok, Bessel
- Kombination
- Konge
- Kongebondespil
- Kongefløj
- Kongegambit
- Kongeindisk
- korrespondanceskak
- Kort rokade
- Korte partier
- Kramnik, Vladimir'
- Kriegspiel
- Kunstskak
- Kvalitet
- Kvalt mat
- Kvindelige verdensmestre

## L
- Lang rokade
- Larsen, Bent
- Lasker, Emanuel
- Péter Lékó
- Lette officerer
- Lewis chessmen
- Linje
- Litteratur om skak
- Lopez, Ruy
- Lukkede spil
- Lynskak
- Løber
- Løberpar

## M
- Marco, Georg
- Maroczy, Geza
- Marshall, Frank
- Marshalls røgparti
- Mat
- Matbillede
- Mellemtræk
- Midtspil
- Mieses, Jacques
- Minoritetsangreb
- Morphy, Paul

## N
- Najdorf, Miquel
- Nimzowitsch, Aron
- Notation
- Nunn, John

## O
- Offer
- Officer
- Ombytning af farver
- Omvendte farver
- Online skak
- Opposition
- Overbelastning
- Overseelse

## P
- Pat
- PGN notation
- Philidor, François-Andre Danican
- Pillsbury, Harry Nelson
- Polgár, Judith
- Polgár, Susan
- Polgár, Sofia
- Positionsspil
- Problemskak
- Problemskak – terminologi

## R
- Randbonde
- Randfelter
- Rating
- Regler
- Remis
- Reschevsky, Samuel
- Reti, Richard
- Retrograd analyse
- Rokade
- Rubinstein, Abika
- Rundskak
- Række

## S
- Saizew, Igor
- Schlechter, Carl
- Seirawan, Yasser
- Shirov, Alexei
- Short, Nigel
- Siciliansk
- Sideopposition
- Simultanskak
- Skakblindhed
- Skakbrikker
- Skakbræt
- Skakhistorie
- Skakke
- Skakklub
- Skaklitteratur
- Skakopgaver
- Skakolympiade
- Skakturnering
- Skakur
- Skønhedspræmie
- Slag
- Slavisk (skak)
- Slutspil
- Slå
- Smyslov, Vasely
- Sort
- Spansk
- Spassky, Boris
- Spielmann, Rudolf
- Springer
- Spærring
- Staunton, Howard
- Steinitz, Wilhelm
- Steinitz' udødelige parti
- Stormester
- Strategi
- Studier
- Stå i slag
- Svidler, Peter
- Sämisch, Friedrich

## T
- Tal, Mikhail
- Tarrasch, Siegbert
- Tartakower, Savielly
- Teichmann, Richard
- Tempolære
- Testamentebonde
- Tidskontrol
- Tidnød
- Tidsoverskridelse
- Timman, Jan
- Trekantmanøvre
- Tripelbonde
- Træk
- Trække
- trækomstilling
- Træktvang
- Trussel
- Tschigorin, Michael
- Tunge officerer
- Turnering
- Tårn
- Tårndobling

## U
- Udødelige parti
- Uligefarvede løbere
- Underminering

## V
- Variant
- Verdensmestre
- Vidunderbørn i skak
- Volga-gambit

## Z
- Zukertort, Johannes

## Å
- Åben linje
- Åbne spil
- Åbning
- Åbningsfælde
- Århundredets parti